# Вория-Дзумерка
Во́рия-Дзуме́рка (греч. Δήμος Βορείων Τζουμέρκων, «северные Дзумерка»)  — община (дим) в Греции. Входит в периферийную единицу Янина в периферии Эпир. Население 5714 жителей по переписи 2011 года. Площадь 358,334 квадратного километра. Плотность 15,95 человека на квадратный километр. Административный центр — Праманда. Димархом на местных выборах 2014 года избран Иоанис Сенделес (Ιωάννης Σεντελές).
Создана в 2010 году по программе «Калликратис» при слиянии упразднённых общин Дзумерка, Кацанохория и Праманда, а также сообществ Ватипедон, Каларите, Мацукион и Сиракон.

## Административное деление

Административное деление общины:
1 — Праманда
2 — по часовой стрелке: Кацанохория, Дзумерка, Ватипедон, Сиракон, Каларите, Мацукион

Община (дим) Вория-Дзумерка делится на семь общинных единиц.